# Hafen von Kos

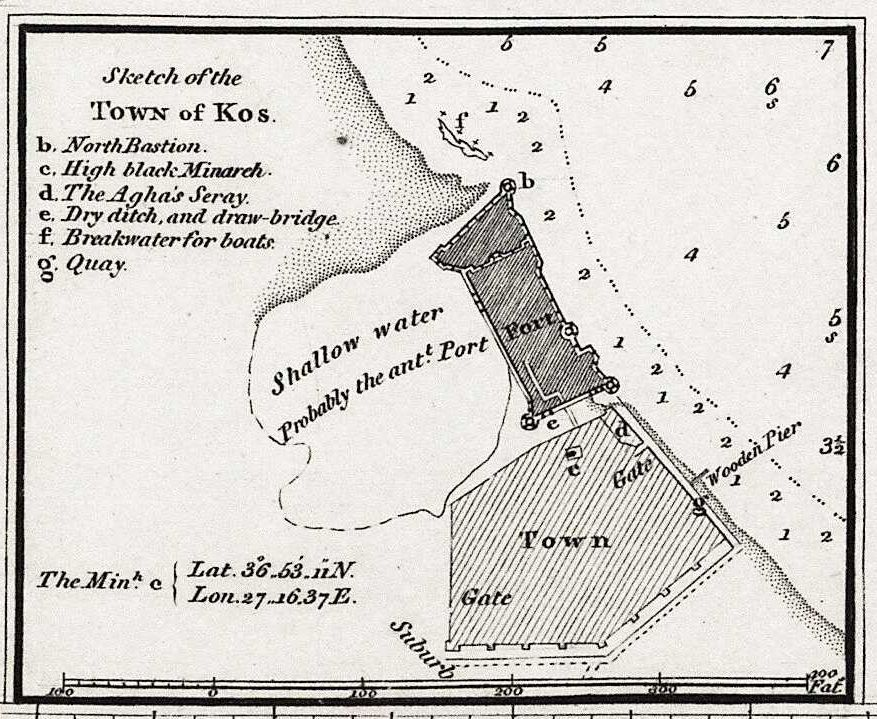
Darstellung des Hafens von Kos 1812

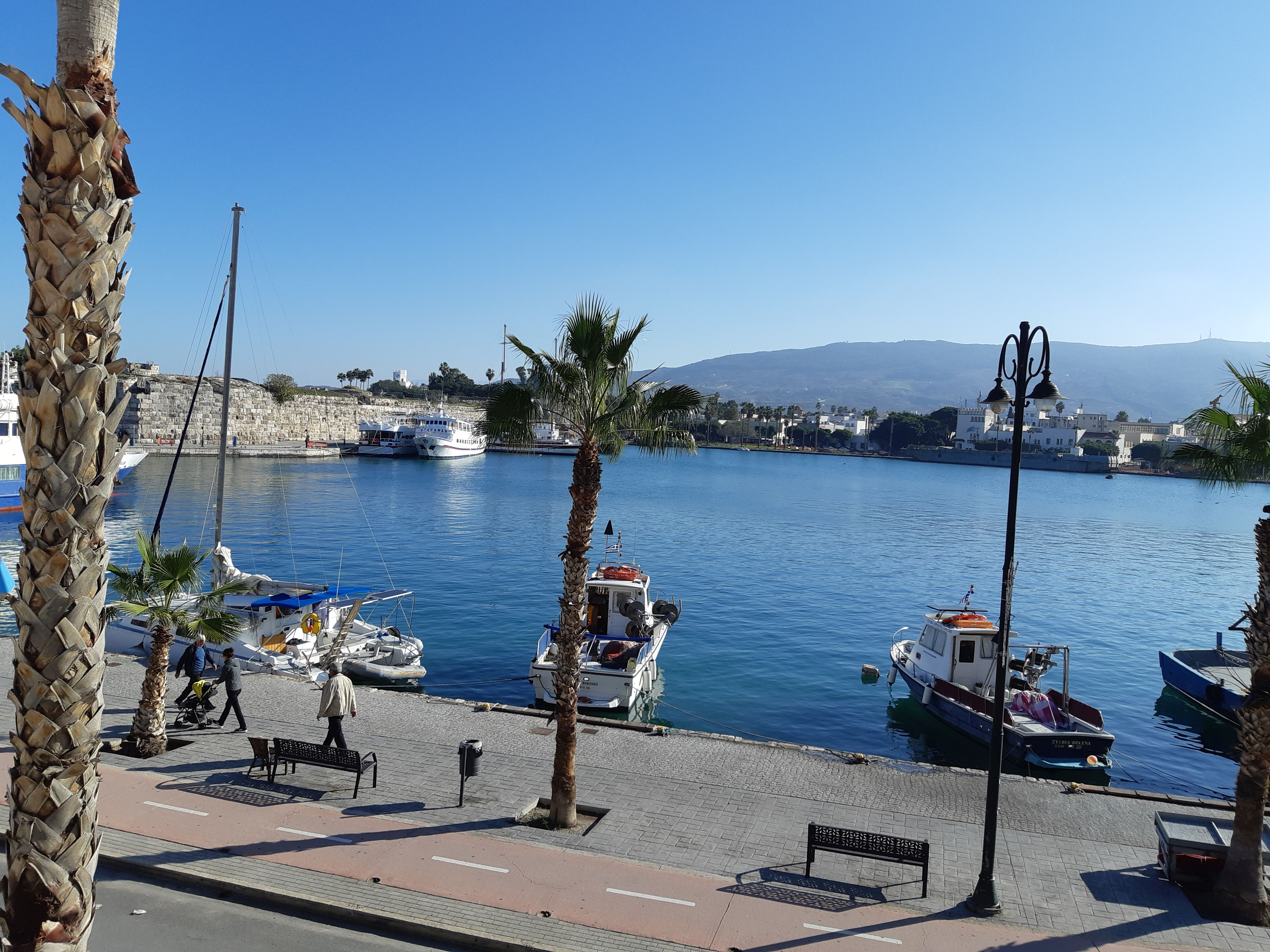
Blick über einen Teil des Hafens von Kos, links die Festung Neratzia

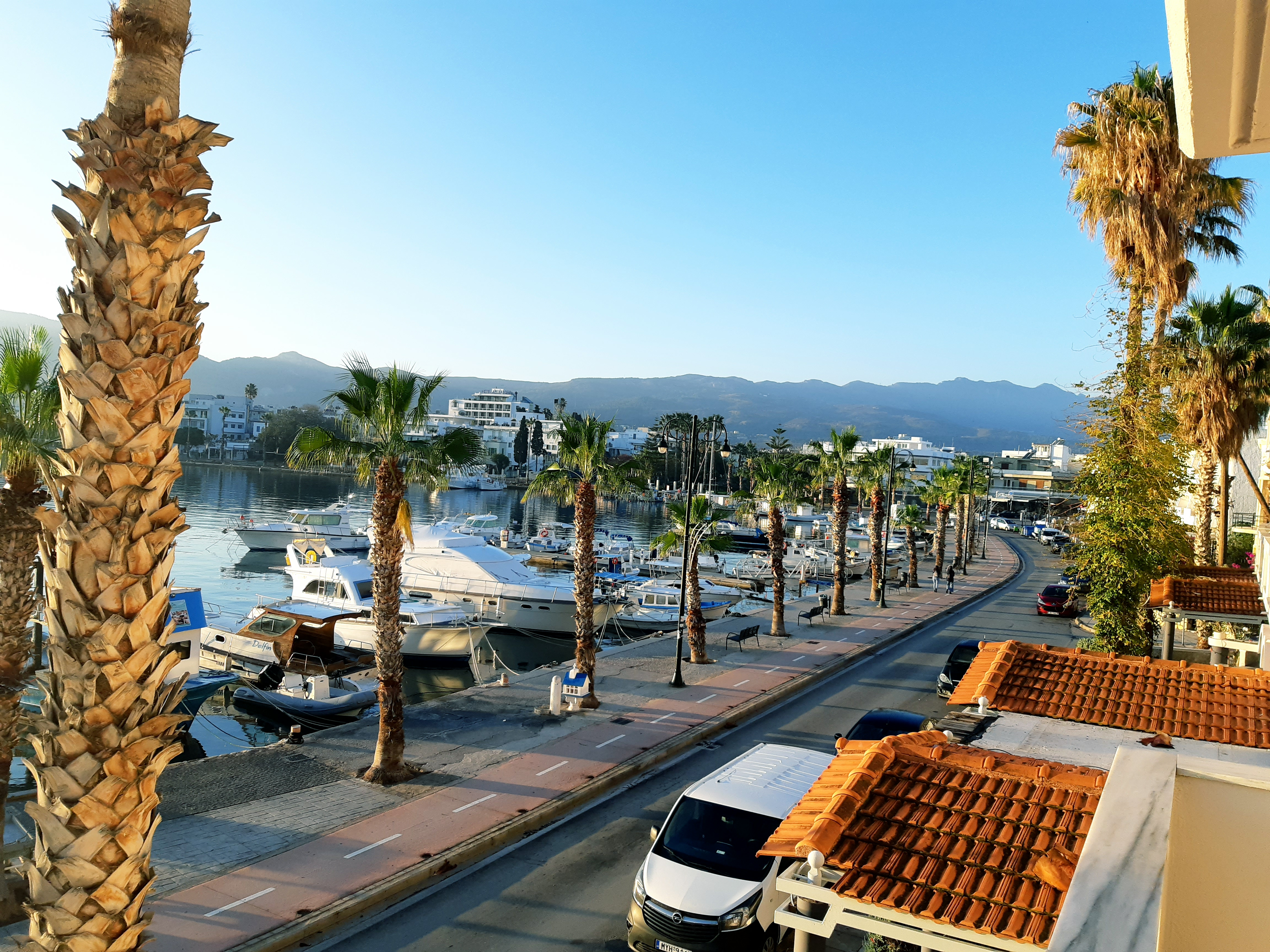
Hafenpromenade im Nordwesten

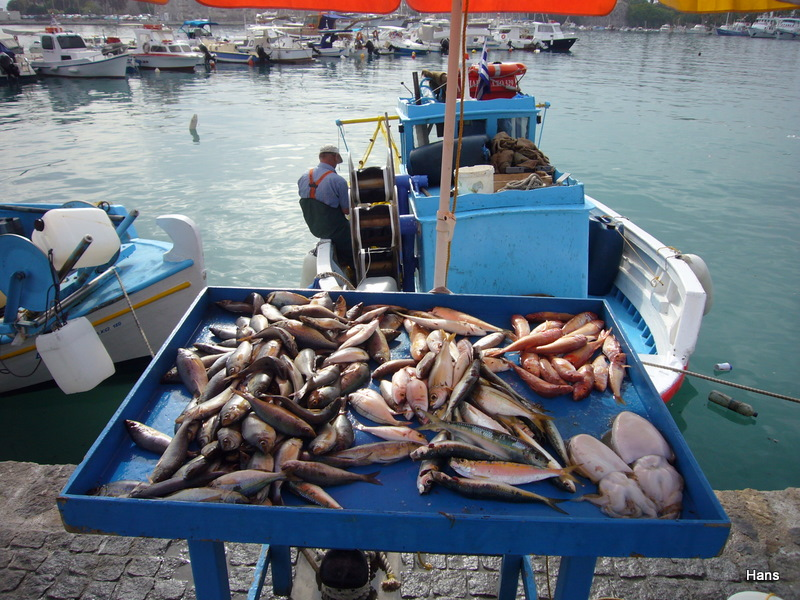
Fangfrische Fische werden direkt am Kai angeboten

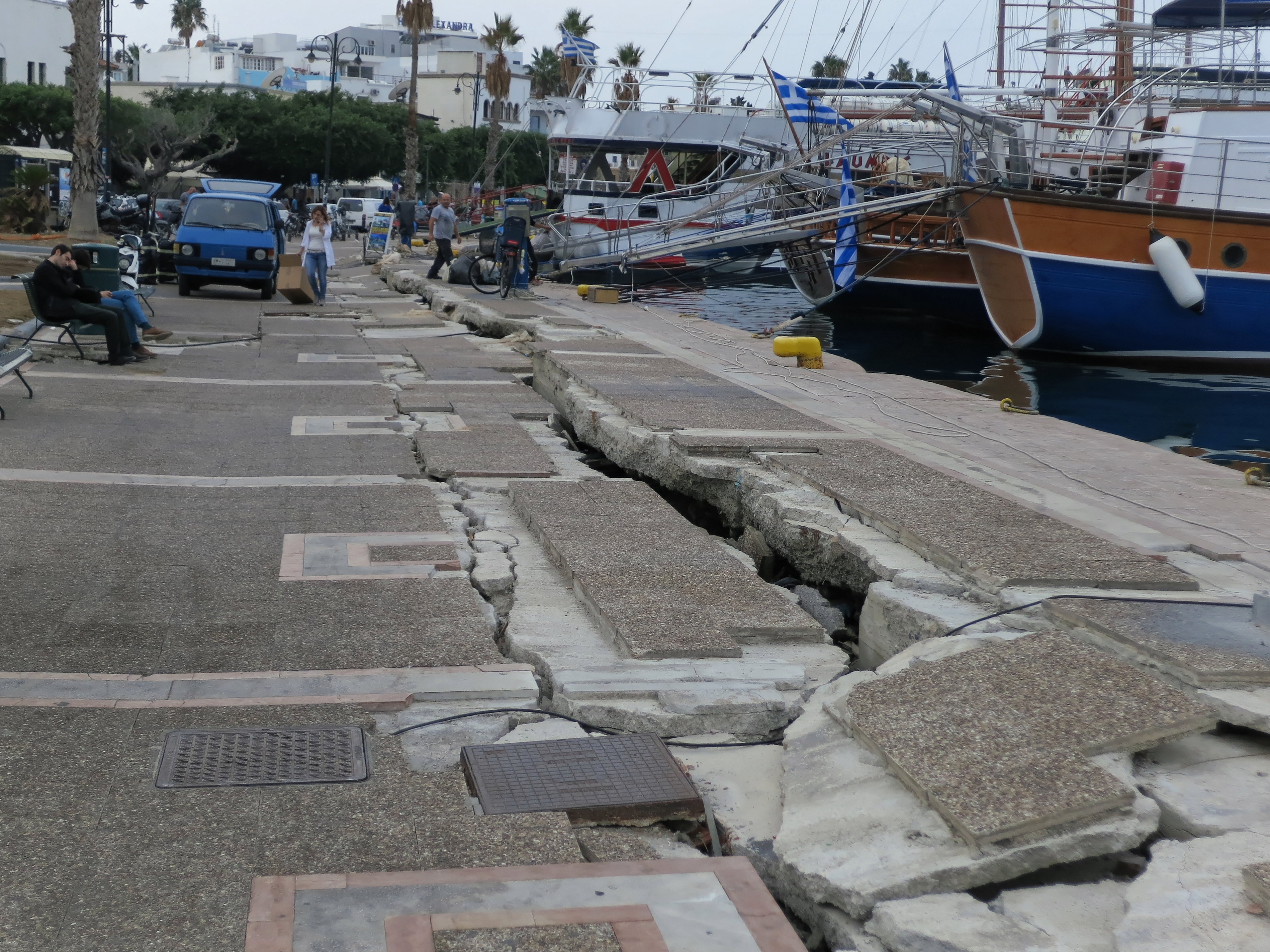
Erdbebenschäden 2017

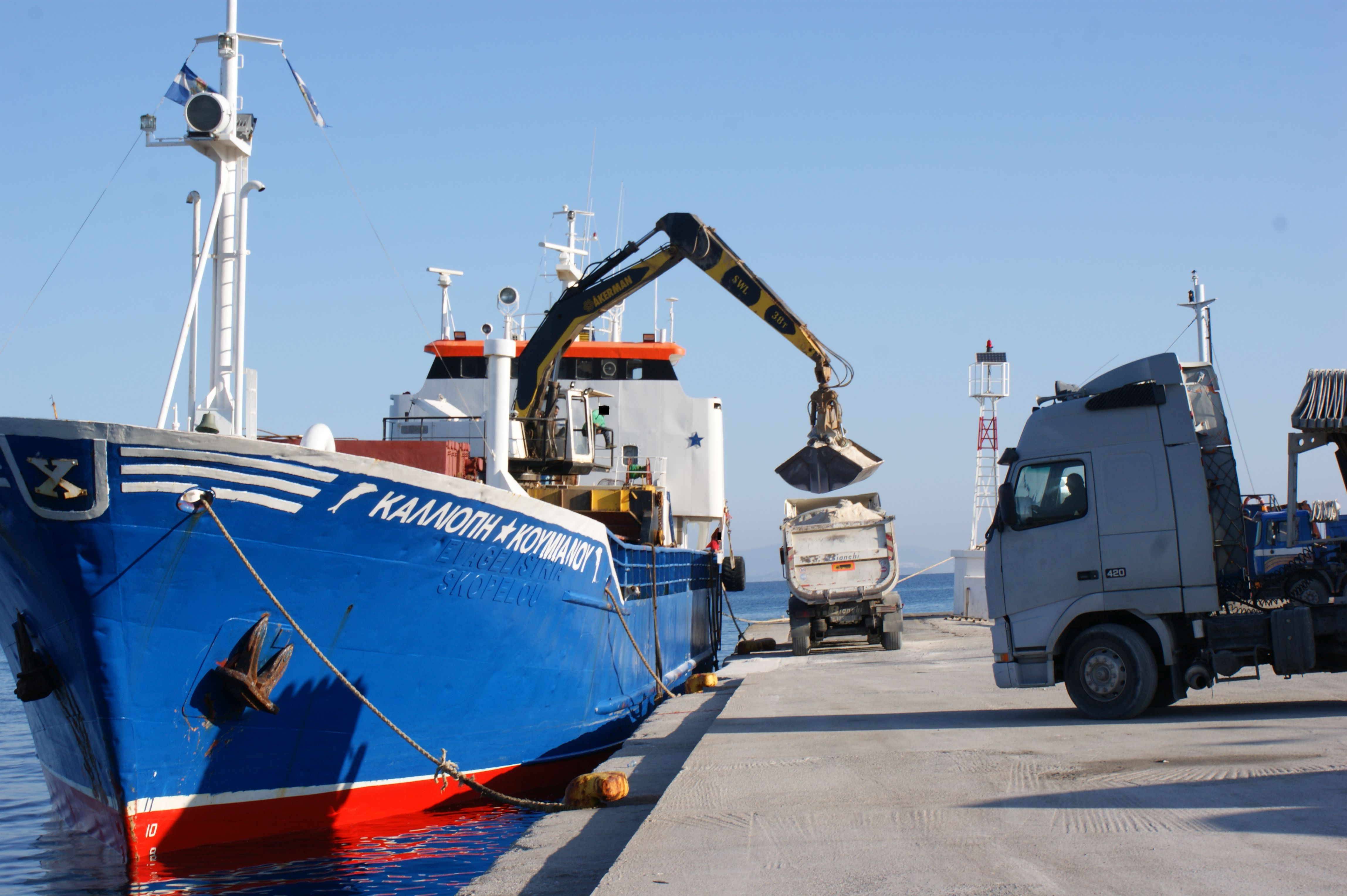
Das Schiff Evagelistria Skopelou beim Warenumschlagplatz beim Ausladen von weißem Sand

Der Hafen von Kos (griechisch Λιμάνι Μανδράκι ‚Hafen Mandraki‘ (n. sg.)) liegt in der Stadt Kos am nordöstlichen Ende der griechischen Insel Kos. Der Hafen dient als Seehafen, für die Fischerei, den Sport, den Tourismus, als Warenumschlaghafen und als kleiner Marinestützpunkt.
Einen Hafen Mandraki gibt es auch auf der etwa 16,5 Kilometer entfernten Insel Nisyros.

## Lage
Der Hafen von Kos liegt in der östlichen Ägäis gegenüber der kleinasiatischen Küste. Dem Hafen ist der Golf von Kos vorgelagert. Zum nächsten Festlandpunkt (Türkei) sind es rund 7 Kilometer Luftlinie. Der Hafen von Kos wird von der mittelalterlichen Festung Neratzia dominiert. Die Hafeneinfahrt ist nach Nordosten ausgerichtet.
Um den Hafen selbst sind die wichtigsten Einrichtungen für diesen, z. B. die Hafenaufsicht, die Hafenpolizei, aber auch das Gemeindeamt und das Gericht situiert.

## Bedeutung und Geschichte
Der Hafen von Kos ist der wichtigste Hafen der Insel Kos sowohl für den Personen als auch den Güterverkehr. Die strategische Bedeutung des Hafens für die Kontrolle der Schifffahrt zwischen der Insel Kos und dem Festland wurde bereits im Mittelalter erkannt und von den Johannitern unter anderem mit der Festung Neratzia gesichert. Das Umfeld des Hafens wurde nach dem Erdbeben von 1933 von der italienischen Besatzungsmacht umgestaltet.
Heute hat der Hafen von Kos weitgehend nur noch regionale Bedeutung.

## Bauliche Ausgestaltung
Der Hafen von Kos besteht aus einem inneren polygonen und gänzlich mit Steinmauern/Beton (Kai) eingefassten Hafenbecken für kleinere Schiffe, welches durch eine trichterförmige Zufahrt erreichbar ist, sowie mehreren außenliegenden Molen/Piers, an denen auch hochseegängige Schiffe anlegen können und die auch als Wellenbrecher dienen. Die Kaimauern des inneren Hafens sind mit Palmen bepflanzt und für die Benutzung durch Fußgänger und Fahrradfahrer freigegeben. An den Anlegestellen der Fischer werden die fangfrischen Fische und andere Meerestiere direkt an Interessierte verkauft. Das innere Hafenbecken inklusive der Zufahrt hat eine Fläche von rund 9 ha und einen Umfang von rund 1,6 Kilometern. Größere hochseegängige Schiffe, Fähren und große Passagierschiffe legen im Bereich der Einfahrt zum Hafen an, Fähren dabei mit dem Heck zur Kaimauer, wodurch die Zufahrt zum Hafen zeitweise teilweise stark eingeengt wird. Der nordöstlich gelegene Bereich des Warenumschlagplatzes (der Festung Neratzia vorgelagert) nimmt in etwa eine Fläche von 1,5 ha ein. Das polygone Hafenbecken ist maximal etwa 330 Meter lang und 250 Meter breit. Die trichterförmige Zufahrt hat eine maximale Breite von etwa 90 Metern und eine minimale bauliche Öffnung von etwa 70 Metern. Die Zufahrt wird zusätzlich durch größere anlegende Schiffe, welche Ladung löschen, weiter verengt. Im Hafenbecken befinden sich zusätzlich Bootsstege zur besseren Nutzung der Wasserfläche für liegende Schiffe.
Ein nordöstliches Pier, direkt vor der Festung Neratzia, welches überwiegend für den Warenumschlag vorgesehen ist, kann mit schweren LKW befahren werden.
In der Nacht vom 20. auf den 21. Juli 2017 gegen 1:30 Uhr Ortszeit ereignete sich ein Seebeben der Stärke 6,7 nach der Momenten-Magnituden-Skala. Die Gebäude in der Stadt Kos und der Hafen (Kai) wurden beschädigt, und es gab zwei Todesopfer sowie mindestens 100 Verletzte. Ein kleiner Tsunami überschwemmte den Hafen.

## Marina
Etwa 1 Kilometer Richtung Südosten befindet sich ein weiterer Hafen für Sportboote und Yachten (Marina) mit eigener, angepasster Infrastruktur für die Freizeitschifffahrt und touristische Zwecke.